# Wikipedia tiếng Thụy Điển
Wikipedia tiếng Thụy Điển (tiếng Thụy Điển: svenskspråkiga Wikipedia) là phiên bản tiếng Thụy Điển của Wikipedia. Nó có 1.000.000 bài vào ngày 15 tháng 6 năm 2013. Wikipedia tiếng Thụy Điển không cho phép "sử dụng hợp lý" các hình ảnh mà phải lấy từ Wikimedia Commons.

## Hình ảnh

Wikipedia tiếng Thụy Điển với biểu trưng có 500.000 bài (tháng 9 năm 2012)
Wikipedia tiếng Thụy Điển với biểu trưng có 1.000.000 bài (tháng 6 năm 2013)
Wikipedia tiếng Thụy Điển với biểu trưng có 2.000.000 bài (tháng 6 chín 2015)